# Martin Frk
Martin Frk, född 5 oktober 1993, är en tjeckisk professionell ishockeyforward som spelar för Detroit Red Wings i NHL.
Han har tidigare spelat på NHL-nivå för Carolina Hurricanes och på lägre nivåer för Grand Rapids Griffins i AHL, Toledo Walleye i ECHL och Halifax Mooseheads i LHJMQ.

## Klubblagskarriär

### AHL

#### Grand Rapids Griffins
Han vann Calder Cup med Red Wings farmarlag Grand Rapids Griffins i AHL 2017 och gjorde det avgörande målet i en 4-3-vinst mot Tampa Bay Lightnings farmarlag, Syracuse Crunch, som de mötte i finalen.

### NHL

#### Detroit Red Wings
Frk draftades i andra rundan i 2012 års draft av Detroit Red Wings som 49:e spelare totalt.
Den 25 juni 2018 skrev han på en kontraktsförlängning på ett år med Red Wings, värt 1,05 miljoner dollar.

## Statistik
| 2010–11      | Halifax Moosheads     | LHJMQ        | 62  | 22 | 28 | 50  | 75  | 4  | 0  | 2  | 2  | 8  |
| 2011–12      | Halifax Moosheads     | LHJMQ        | 34  | 16 | 13 | 29  | 41  | 17 | 5  | 6  | 11 | 26 |
| 2012–13      | Halifax Moosheads     | LHJMQ        | 56  | 35 | 49 | 84  | 84  | 17 | 13 | 20 | 33 | 32 |
| 2013–14      | Grand Rapids Griffins | AHL          | 50  | 3  | 9  | 12  | 22  | 4  | 0  | 0  | 0  | 0  |
|              | Toledo Walleye        | ECHL         | 15  | 5  | 8  | 13  | 10  | —  | —  | —  | —  | —  |
| 2014–15      | Grand Rapids Griffins | AHL          | 32  | 6  | 6  | 12  | 16  | 2  | 0  | 2  | 2  | 0  |
|              | Toledo Walleye        | ECHL         | 29  | 23 | 15 | 38  | 16  | 14 | 9  | 4  | 13 | 10 |
| 2015–16      | Grand Rapids Griffins | AHL          | 67  | 27 | 17 | 44  | 89  | 4  | 1  | 3  | 4  | 2  |
| 2016–17      | Carolina Hurricanes   | NHL          | 2   | 0  | 0  | 0   | 0   | —  | —  | —  | —  | —  |
|              | Grand Rapids Griffins | AHL          | 65  | 27 | 23 | 50  | 58  | 16 | 5  | 10 | 15 | 20 |
| 2017–18      | Detroit Red Wings     | NHL          | 68  | 11 | 14 | 25  | 14  | —  | —  | —  | —  | —  |
| 2018–19      | Detroit Red Wings     | NHL          | —   | —  | —  | —   | —   | —  | —  | —  | —  | —  |
| NHL totalt   | NHL totalt            | NHL totalt   | 70  | 11 | 14 | 25  | 14  | —  | —  | —  | —  | —  |
| AHL totalt   | AHL totalt            | AHL totalt   | 214 | 63 | 55 | 118 | 185 | 26 | 6  | 15 | 21 | 22 |
| ECHL totalt  | ECHL totalt           | ECHL totalt  | 44  | 28 | 23 | 51  | 26  | 14 | 9  | 4  | 13 | 10 |
| LHJMQ totalt | LHJMQ totalt          | LHJMQ totalt | 152 | 73 | 90 | 163 | 200 | 38 | 18 | 28 | 46 | 66 |